# Comunicação síncrona
Em comunicações síncronas, o emissor e o receptor devem estar num estado de sincronia antes da comunicação iniciar e permanecer em sincronia durante a transmissão. Ou seja, os dois precisam estar juntos e interagindo, independente de estarem no mesmo local ou não, durante o ato da comunicação. Exemplos de comunicação síncrona são as ligações telefônicas, as videoconferências e a comunicação em áudio e vídeo em redes sociais como o Whatsapp.

## Transmissão
Imaginemos que um emissor está a enviar uma mensagem de texto através de um tubo e que a mensagem é enviada recorrendo a bolas, cada bola com uma letra. Quando as bolas chegam ao receptor, a mensagem tem que ser remontada, ou seja, têm que se colocar as bolas pela ordem correta, para se voltar a ter a mensagem.
- Em comunicação assíncrona, cada bola tem um número de sequência, que permite que seja colocada na sua posição. Isto permite que as bolas sejam enviadas e recebidas por qualquer ordem, uma vez que esse número de sequência identifica a posição de cada bola (letra) na mensagem.
- Em comunicação síncrona, as bolas têm que ser enviadas e recebidas de forma sincronizada, mantendo uma ordem bem definida: a primeira bola (letra) a ser enviada, tem que ser a primeira a ser recebida e assim sucessivamente.

## Comunicação Síncrona vs Assíncrona em transmissão de dados
- Numa comunicação assíncrona, cada bloco de dados inclui um bloco de informação de controle (chamado flag), para que se saiba exactamente onde começa e acaba o bloco de dados e qual a sua posição na sequência de informação transmitida.
- Numa comunicação síncrona, cada bloco de informação é transmitido e recebido num instante de tempo bem definido e conhecido pelo transmissor e receptor, ou seja, estes têm que estar sincronizados. Para se manter esta sincronia, é transmitido periodicamente um bloco de informação que ajuda a manter o emissor e receptor sincronizados.

complemento
Se olharmos para a origem das palavras síncrono e assíncrono, verificamos que o seu radical [crono] tem origem no grego e significa tempo. Se a este radical associarmos o prefixo [sin-], também originário do grego, com o sentido de simultaneidade, obtemos o morfema [síncrono], que quer dizer, por isso, simultaneidade temporal. Já o prefixo [a-], tem a característica de, geralmente, transformar as palavras na sua negação. Assim, assíncrono deixa de ter o sentido de simultaneidade temporal, como descrito acima, e torna-se num conceito atemporal, isto é, em algo que não é coincidente.
Se associarmos a estes conceitos o de comunicação, verificamos que, na "(...) comunicação síncrona, os relógios do emissor e do receptor estão em perfeito sincronismo e são dependentes, enquanto no tipo assíncrono os relógios do emissor e do receptor apenas têm que estar suficientemente próximos e são independentes." (Reis, et al., s.d). Assim, no primeiro caso, há uma interação espontânea entre os participantes que é feita em tempo real, o que permite uma construção colectiva do conhecimento e um sentimento de pertença a uma comunidade. Como sabemos, se nos sentimos como parte integrante de um projecto, envolvemo-nos de uma forma mais empenhada e motivada, melhorando a relação entre os participantes e as próprias aprendizagens que se tornam mais significativas. Por outro lado, neste tipo de comunicação, embora tenhamos a vantagem de ser dado um feedback rápido, temos a desvantagem de não haver lugar a respostas reflectidas com base numa pesquisa e fundamentação necessárias a um trabalho rigoroso e científico, havendo ainda a necessidade dos intervenientes terem horários e disponibilidades simultâneas, o que nem sempre se consegue. Como exemplos posso referir o vulgar chat ou as videoconferências que associam o vídeo ao áudio.
Na comunicação assíncrona há a vantagem de o aluno poder gerir o seu tempo, desde que respeite o cronograma do curso, já que pode aceder ao material didáctico quando quiser, efectuando as actividades propostas em qualquer lugar e a qualquer hora, dando-lhe assim oportunidade para reflectir sobre o que leu e pesquisou, podendo preparar de uma forma mais cuidada as suas respostas. Por outro lado, exige disciplina e método por parte dos participantes, podendo levar a um certa desmotivação pelo facto da maior parte do trabalho ser realizado de forma individual e isolada, não obtendo um feedback imediato. Os fóruns de discussão são exemplos claros em que a comunicação assíncrona acontece, tal como no caso dos emails.